# Parque das Nações Cincinato Naspolini

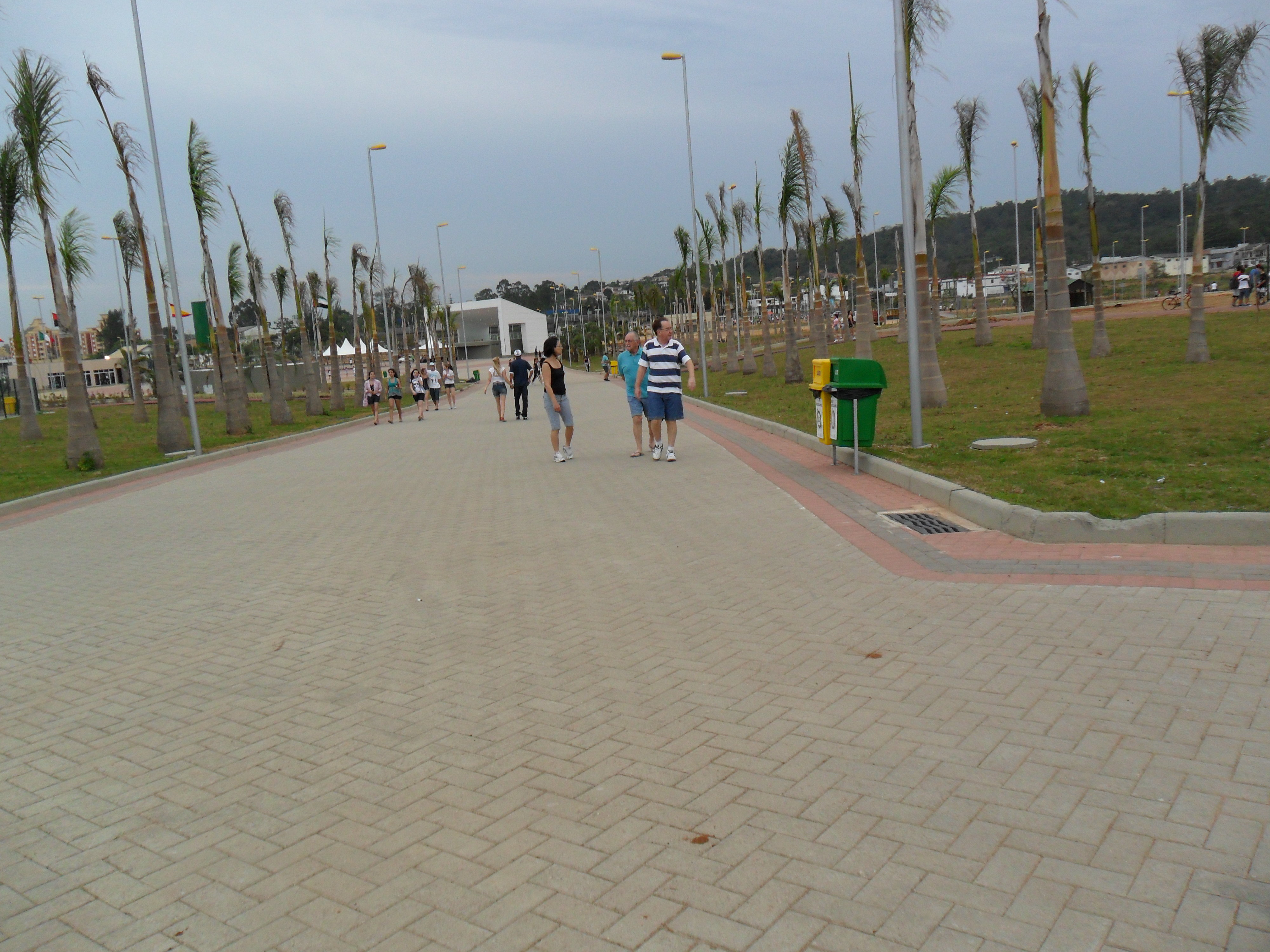
Parque das Nações Cincinato Naspolini.

O Parque das Nações Cincinato Naspolini é um parque localizado no município catarinense de Criciúma, inaugurado em 2011. Homenageia o ex-prefeito de Criciúma Cincinato Naspolini.
É um lugar para eternizar as etnias que povoaram a cidade de Criciúma. É o maior ambiente de lazer e cultura do território catarinense.
O parque possui sanitários públicos, vagas de estacionamento para quatrocentos e oitenta e um automóveis, ciclovia, pista para caminhadas, academias de ginástica para todas as idades e portadores de necessidades especiais, quadras poliesportivas, quadra de tênis e de vôlei de praia, praça com palco para eventos com capacidade para 30 mil pessoas, playground e outros eventos.
O Parque das Nações possui casas individuais das etnias. No logradouro foram replantadas muitas palmeiras imperiais.

## Mini-ferrovia Terezinha

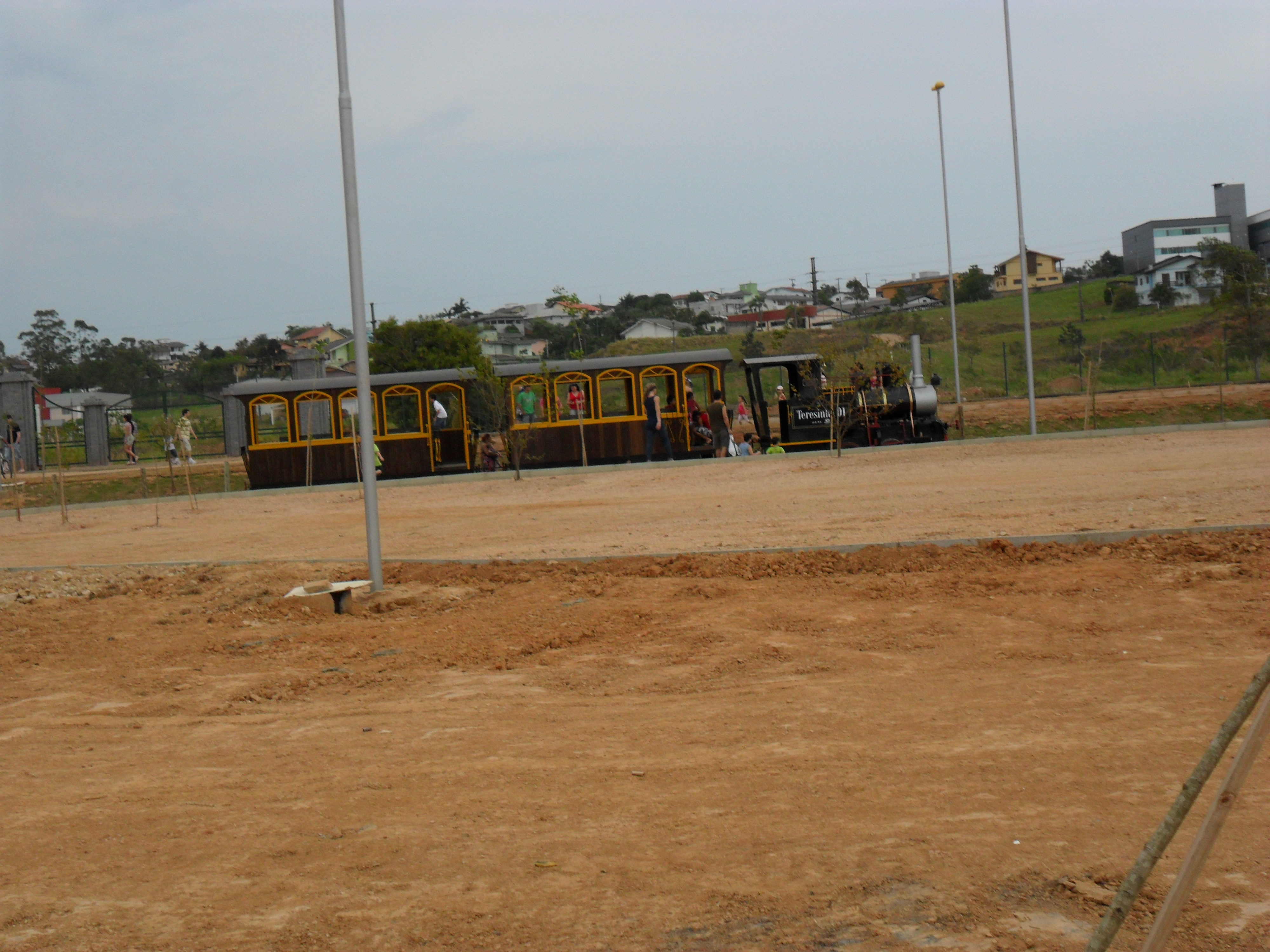
A mini-ferrovia Terezinha.

A Terezinha é uma mini-ferrovia turística em homenagem à Estrada de Ferro Donna Thereza Christina, é uma locomotiva constituída de dois vagões com vinte lugares para os passageiros cada uma, a locomotiva Terezinha percorre o parque e realiza passeios.
Para quem gosta de marcar a distancia percorrida em determinado tempo nas suas corridas ou caminhadas, a pista para essas atividades tem 1.100 metros.

## Galeria

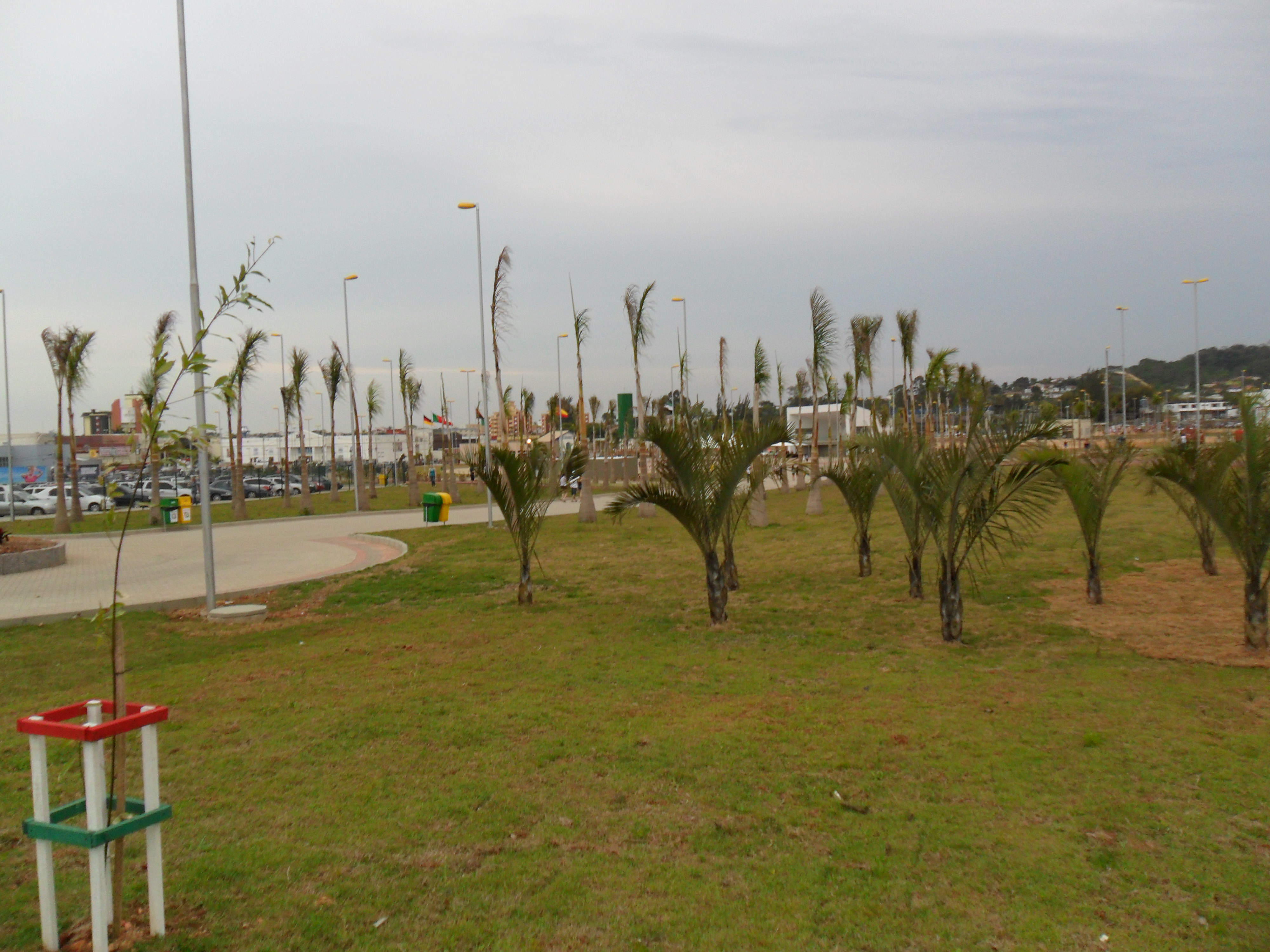
Vista do Parque das Nações
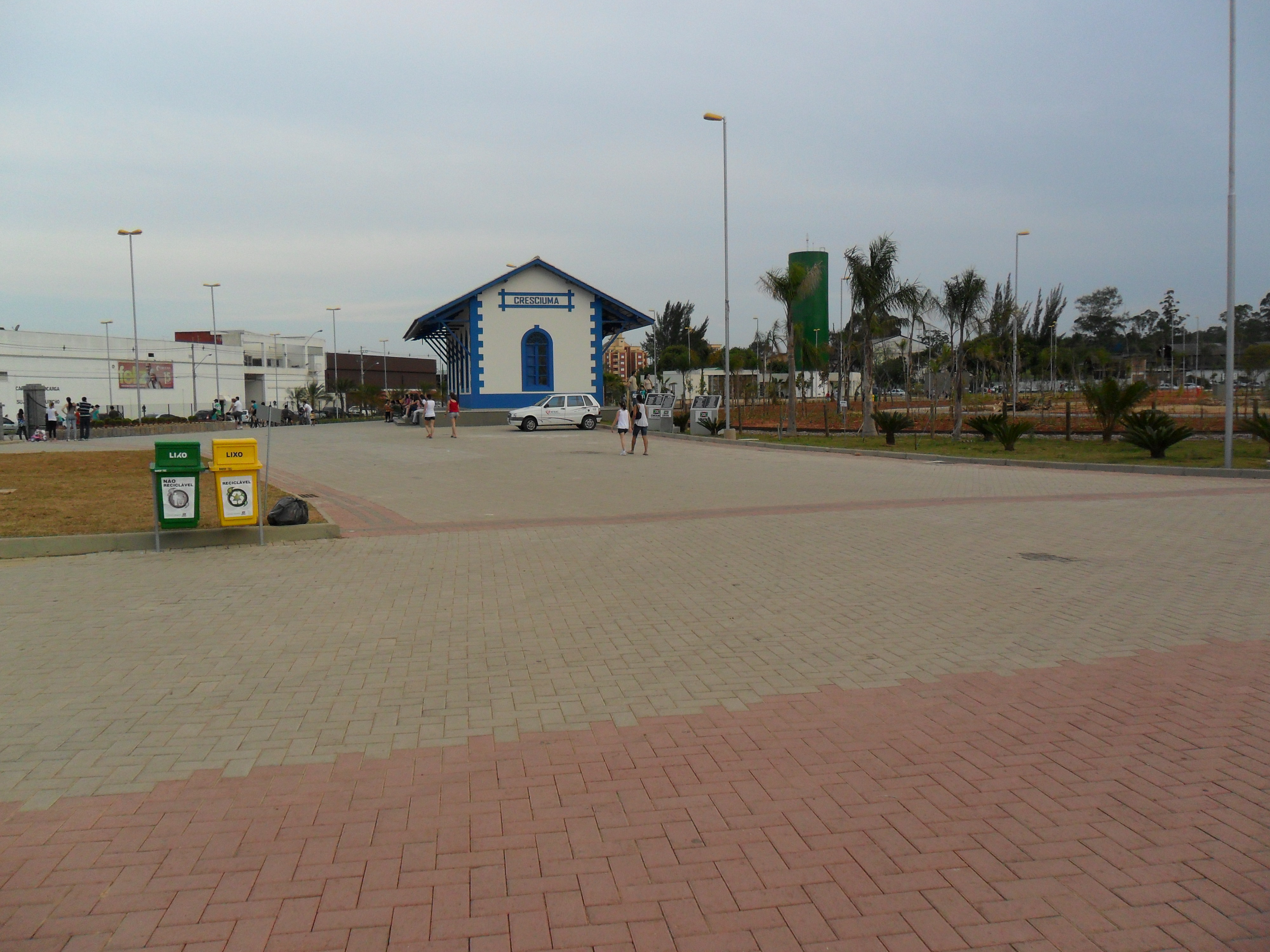
Estação Cresciuma